# Catherine Kunin
Catherine Kunin (hebreiska: קתרין קונין), född 16 mars 2006, är en israelisk konstsimmare.

## Karriär
Vid EM 2021 i Budapest var Kunin en del av Israels lag som tog brons i det fria lagprogrammet. Vid junior-EM 2022 i Alicante tog hon brons i det fria programmet för mixade par tillsammans med Yogev Dagan. Vid europeiska spelen 2023 i Oświęcim var Kunin en del av Israels lag som tog guld i fri kombination och brons i det fria lagprogrammet. Vid junior-EM 2023 i Funchal var hon en del av Israels lag som tog guld i fri kombination.
Vid konstsim-EM 2025 i Funchal var Kunin en del av Israels lag som tog brons i det fria lagprogrammet.